# Macedonis
Els macedonis (en macedònic: Македонци, romanitzat: Makedonci [maˈkɛdɔnt͡si]) són una nació i un grup ètnic eslau meridional originari de la regió de Macedònia, al sud-est d'Europa. Parlen macedònic, una llengua eslava meridional. La gran majoria dels macedonis s'identifiquen com a cristians ortodoxos orientals, que comparteixen un patrimoni cultural i històric "ortodox romà d'Orient-eslau" amb els seus veïns. Aproximadament dos terços de tots els macedonis ètnics viuen a Macedònia del Nord, tot i que hi ha diverses comunitats en altres països.
El concepte d'una ètnia macedònia, diferenciada dels seus veïns balcànics ortodoxos, es considera relativament recent. Les primeres manifestacions d'una identitat macedònia incipient van sorgir durant la segona meitat del segle XIX entre cercles limitats d'intel·lectuals eslaus, predominantment fora de la regió de Macedònia. Aquesta identitat va prendre forma després de la Primera Guerra Mundial, especialment durant els anys 1930, i es va consolidar gràcies a la política governamental de Iugoslàvia comunista després de la Segona Guerra Mundial. La formació dels macedonis ètnics com a comunitat separada ha estat modelada pels desplaçaments de població i per canvis lingüístics, tots dos resultat dels desenvolupaments polítics a la regió de Macedònia durant el segle xx. Després de la dissolució de l'Imperi Otomà, el punt decisiu en l'etnogènesi del grup ètnic eslau meridional va ser la creació de la República Socialista de Macedònia després de la Segona Guerra Mundial, un estat dins del marc de la República Federal Socialista de Iugoslàvia. Això va ser seguit pel desenvolupament d'una llengua macedònia i una literatura nacional separades, així com per la fundació d'una església ortodoxa macedònia i una historiografia nacional distintives.